# Raymond Scardin
Raymond Scardin (Parigi, 12 aprile 1924 – Parigi, 22 ottobre 2009) è stato un ciclista su strada francese.

## Carriera
Professionista dal 1947 al 1953, riportò 2 vittorie tra i professionisti, oltre ad un terzo posto nel Bretagne Classic Ouest France.

## Palmarès
- 1950

Gran Prix Pierre le Doarè
- 1952

7a tappa Giro del Marocco

## Piazzamenti

### Grandi Giri
- Tour de France

1952: 74°